# Équipe du pays de Galles de rugby à XV au Tournoi des Cinq Nations 1966
L'Équipe du pays de Galles de rugby à XV au Tournoi des Cinq Nations 1966 termine première en remportant trois victoires et en perdant contre l'équipe d'Irlande. Dix-neuf joueurs ont contribué à ce succès. 

## Liste des joueurs

### Première ligne
- David Lloyd
- Denzil Williams
- Norman Gale
- Howard Norris

### Deuxième ligne
- Brian Price
- Brian Thomas
- Bill Morris

### Troisième ligne
- Alun Pask  (capitaine)
- Haydn Morgan
- Gareth Prothero

### Demi de mêlée
- Allan Lewis

### Demi d'ouverture
- David Watkins

### Trois quart centre
- Keith Bradshaw
- Ken Jones

### Trois quart aile
- Stuart Watkins
- Lyn Davies
- Dewi Bebb

### Arrière
- Terry Price
- Grahame Hodgson

## Résultats des matchs
- Le 15 janvier, victoire 11-6 contre l'équipe d'Angleterre à Twickenham
- Le 5 février, victoire 8-3 contre l'équipe d'Écosse à Cardiff
- Le 12 mars, défaite 6-9 contre l'équipe d'Irlande à Dublin
- Le 26 mars, victoire 9-8 contre l'équipe de France  à Cardiff

## Statistiques

### Meilleur réalisateur
- Keith Bradshaw : 11 points

### Meilleur marqueur d'essais
- Ken Jones : 2 essais